# Tithaeus pumilio
Tithaeus pumilio is een hooiwagen uit de familie Tithaeidae. De originele naamcombinatie (protoniem) is Tithaeus pumilio Roewer, 1949. De huidige (vanaf 2023) geldig wetenschappelijke naam van Tithaeus pumilio Gaat terug op Carl Frederick Roewer.